# Даймище
Да́ймище — деревня в Гатчинском муниципальном округе Ленинградской области.

## История
Деревня Дамища упоминается среди населённых пунктов Никольского Грезневского погоста по переписи 1500 года. 
На карте Ингерманландии А. И. Бергенгейма, составленной по материалам 1676 года, упоминается как деревня Damosoi.
На шведской «Генеральной карте провинции Ингерманландии» 1704 года — как Domista. 
Было изменено название и на карте Санкт-Петербургской губернии Я. Ф. Шмидта 1770 года, где она обозначена как Домища. 

ДОМИЩИ — деревня Вырской мызы, принадлежит Марии Федотовне Данауровой, действительной тайной советнице и кавалерственной даме, число жителей по ревизии: 197 м. п., 215 ж. п.  (1838 год)

На картах Ф. Ф. Шуберта 1844 года и С. С. Куторги 1852 года она обозначена как деревня Дамище.

ДАМИЩЕ — деревня тайного советника Донаурова, по просёлочной дороге, число дворов — 56, число душ — 201 м. п. (1856 год)

ДАМИЩЕ — деревня владельческая при реке Оредежи, число дворов — 69, число жителей: 226 м. п., 290 ж. п.;

ДАМИЩЕНСКИЙ — завод владельческий при реке Оредежи, число дворов — 1, число жителей: 31 м. п., 28 ж. п.;

Завод меди расковочный и плющильный. (1862 год)

Согласно материалам по статистике народного хозяйства Царскосельского уезда 1888 года пустошь Веряжка площадью 1125 десятин принадлежала потомственному почётному гражданину Ф. Л. Зефтигену, она была приобретена в 1884 году за 10 500 рублей, на ней хозяин занимался птицеводством.
Согласно данным первой переписи населения Российской империи:

ДАЙМИЩЕ — деревня, православных — 578,  мужчин — 263, женщин — 315, обоего пола — 578. (1897 год)

В конце XIX — начале XX века деревня административно относилась к Рождественской волости 2-го стана Царскосельского уезда Санкт-Петербургской губернии.
По данным «Памятной книжки Санкт-Петербургской губернии» за 1905 год разные участки при деревне Даймище, имение «Лосий верх» и пустошь Веряжка общей площадью 1671 десятина принадлежали купеческим сыновьям Алесандру и Ивану Ивановичам Чикиным. Также им принадлежали Даймищенские меднопрокатный, латунный и алюминиевый заводы.

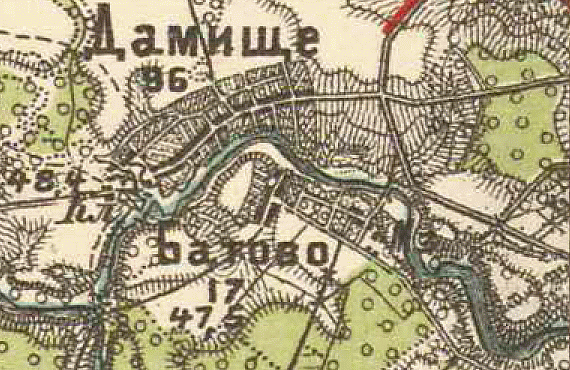
План деревни Даймище. 1913 год

К 1913 году количество дворов уменьшилось до 96.
С 1917 по 1923 год деревня Даймище входила в состав Даймищенского сельсовета Рождественской волости Детскосельского уезда.
С 1923 года в составе Гатчинского уезда.
Согласно данным переписи населения СССР 1926 года в деревне Даймище Даймищенского сельсовета Рождественской волости Троцкого уезда проживали 709 человек, все русские.
С 1927 года в составе Гатчинского района.
В 1928 году население деревни Даймище также составляло 709 человек.
По данным 1933 года в Даймищенский сельсовет Красногвардейского района входили: деревни Батово, Грязно, Даймище, Заводье, Карловка, Ляды и выселок Чикино общей численностью населения 1882 человека.
По данным 1936 года в состав Даймищенского сельсовета входили 7 населённых пунктов, 346 хозяйств и 5 колхозов.

Деревня Даймище на карте 1940 года

Согласно топографической карте РККА 1940 года деревня насчитывала 184 двора.
Деревня была освобождена от немецко-фашистских оккупантов 30 января 1944 года.
С 1954 года в составе Рождественского сельсовета.
В 1958 году население деревни Даймище составляло 448 человек.
По данным 1966, 1973 и 1990 годов деревня Даймище входила в состав Рождественского сельсовета Гатчинского района.
В 1997 году в деревне проживали 236 человек, в 2002 году — 407 человек (русские — 88%), в 2007 году — 374, в 2010 году — 416.

## География
Деревня расположена в юго-западной части района на автодороге 41К-475 (Выра — Ляды).
Расстояние до административного центра поселения, села Рождествено — 6,5 км.
Расстояние до ближайшей железнодорожной станции Сиверская — 12 км.
Деревня находится на левом берегу реки Оредеж.

## Демография
| 1862 | 1897 | 2007 | 2010 | 2011 | 2017 |
| ---- | ---- | ---- | ---- | ---- | ---- |
| 575  | ↗578 | ↘374 | ↗416 | ↘361 | ↘360 |

### Национальный состав
Согласно данным Всероссийской переписи населения 2021 года в деревне проживали 570 человек, из них:
 русские — 556, чуваши — 2, евреи — 1, финны — 1, другие национальности — 3 человека, остальные национальность не указали.

## Транспорт
От Сиверской до Даймища можно доехать на автобусе № 502.

## Достопримечательности
- Близ деревни находится курганно-жальничный могильник XI—XIV веков[33].
- Памятник героям Великой Отечественной войны.

## Фото

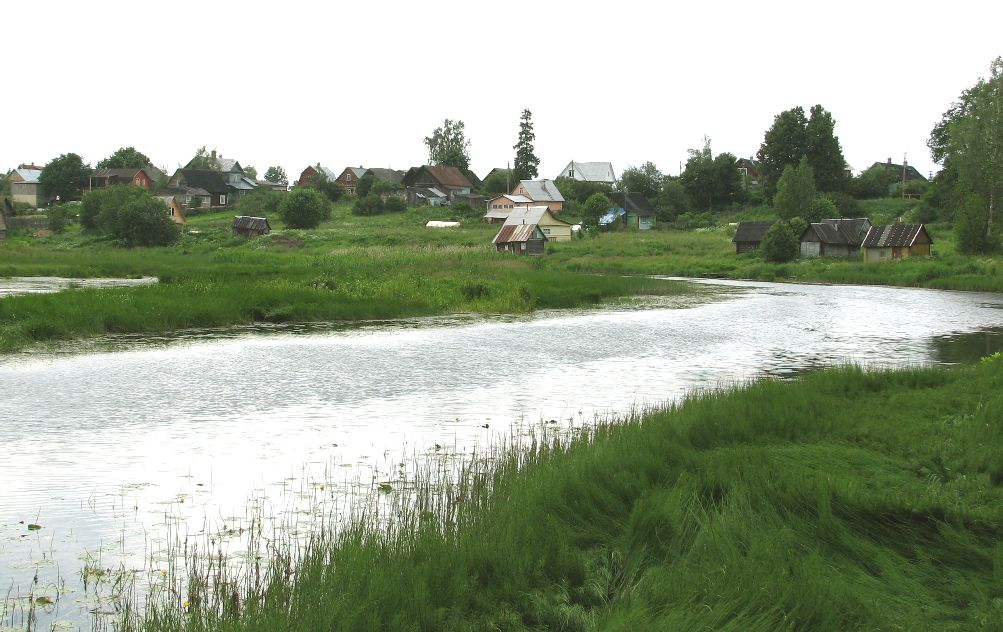
Деревня Даймище
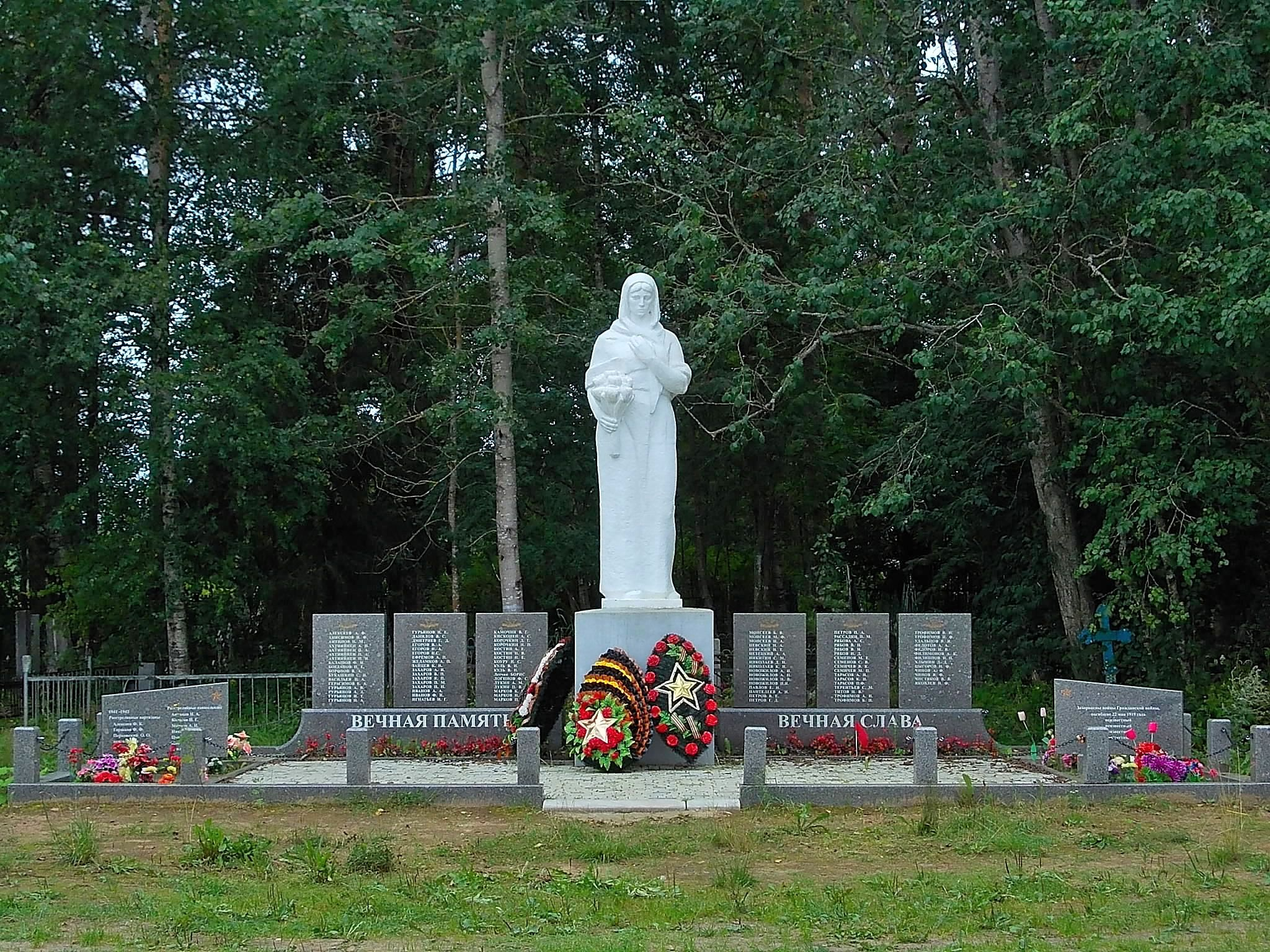
Памятник героям Великой Отечественной войны
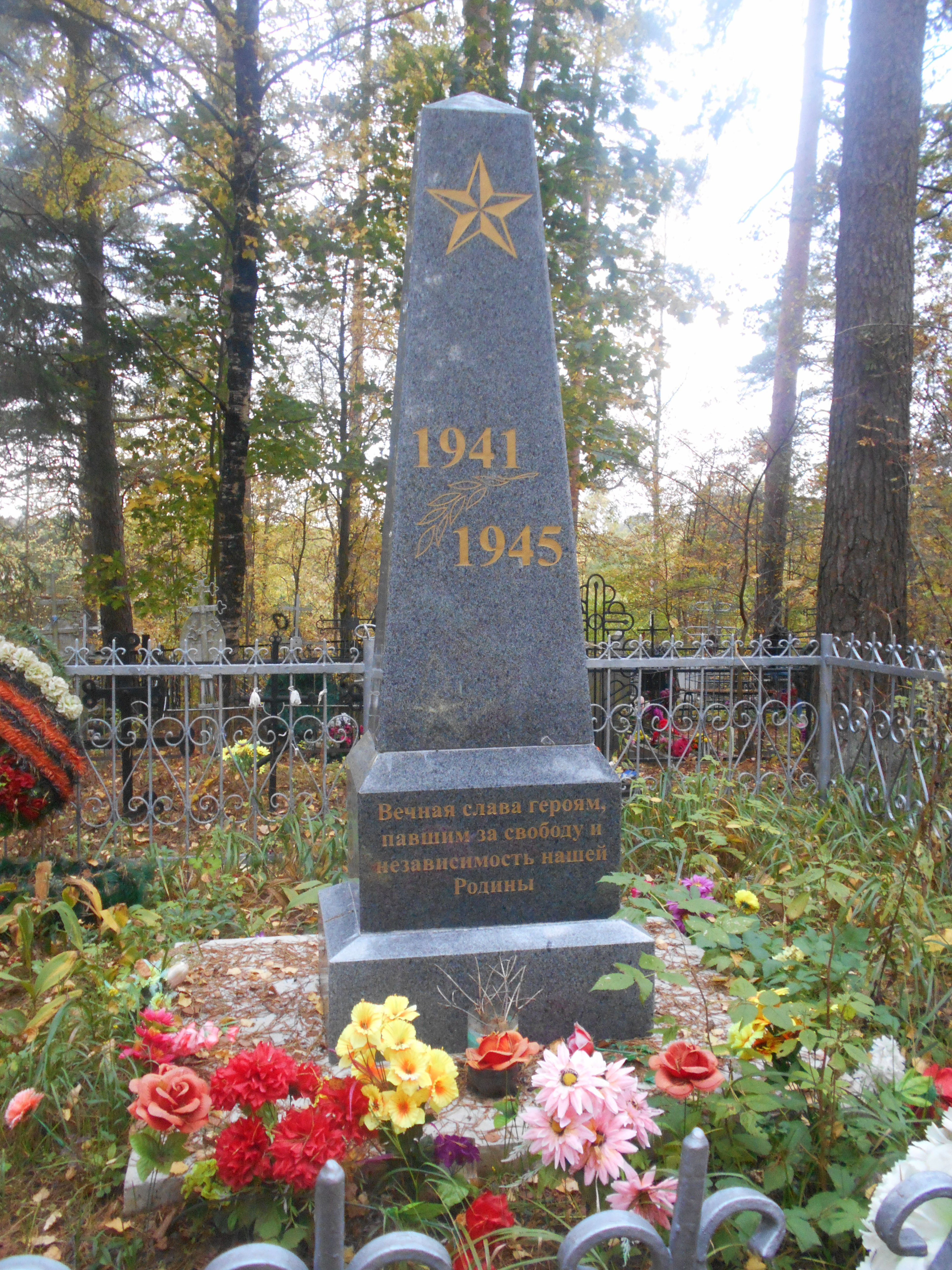
Обелиск

## Улицы
Большой проспект, Набережная, Северная, Школьная.